# Rozet-Saint-Albin

Rozet-Saint-Albin este o comună în departamentul Aisne din nordul Franței. În 1 ianuarie 2022 avea o populație de 333 de locuitori.